# Tevin Brown
Tevin Brown (Fairhope, 23 settembre 1998) è un cestista statunitense.